# Sydamerikansk tärna
Sydamerikansk tärna (Sterna hirundinacea) är en fågel i familjen måsfåglar inom ordningen vadarfåglar.

## Utseende
Med en kroppslängd på 40-44 centimeter är sydamerikansk tärna större än både fisktärna (Sterna hirundo) och silvertärna (Sterna paradisaea) som den i övrigt mycket liknar i alla dräkter. Den hos adulta fåglar röda näbben är större och den saknar den mörka bakkanten på handpennorna som både fisktärna och silvertärna har. Den svarta hättan når nedanför ögat som den skiljs från av en vit halvmåne. Juvenila fåglar är mörk ovan och kraftigt bandad och behåller bandade tertialer hela första håret till skillnad från fisk- och silvertärna.

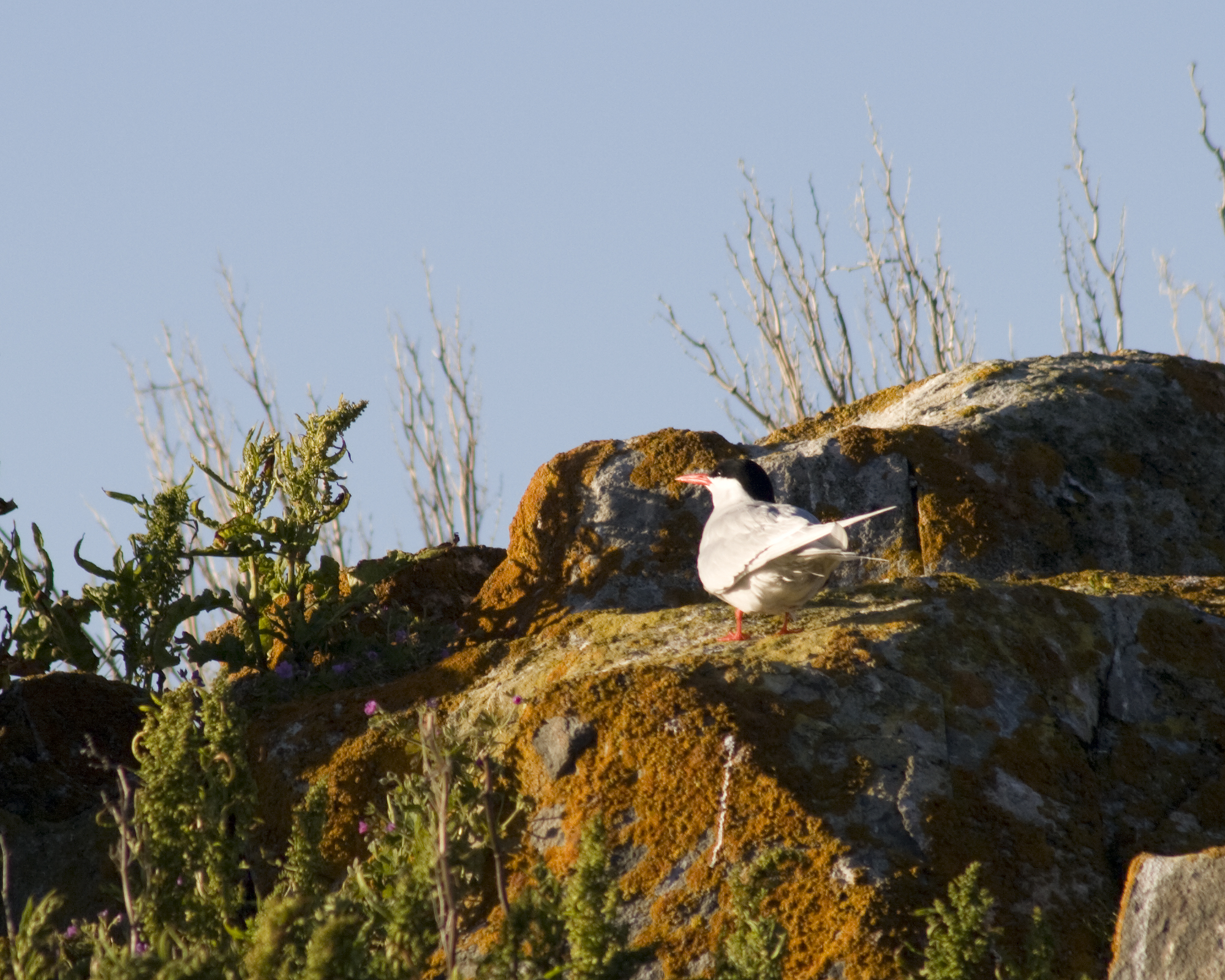
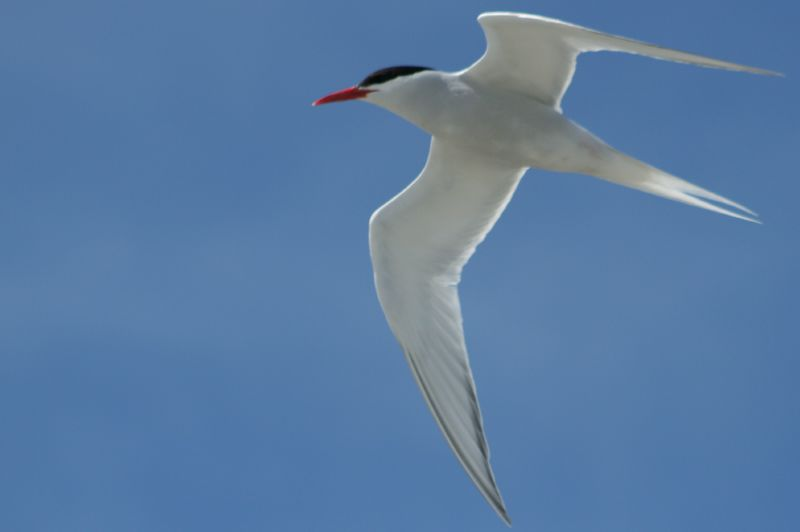
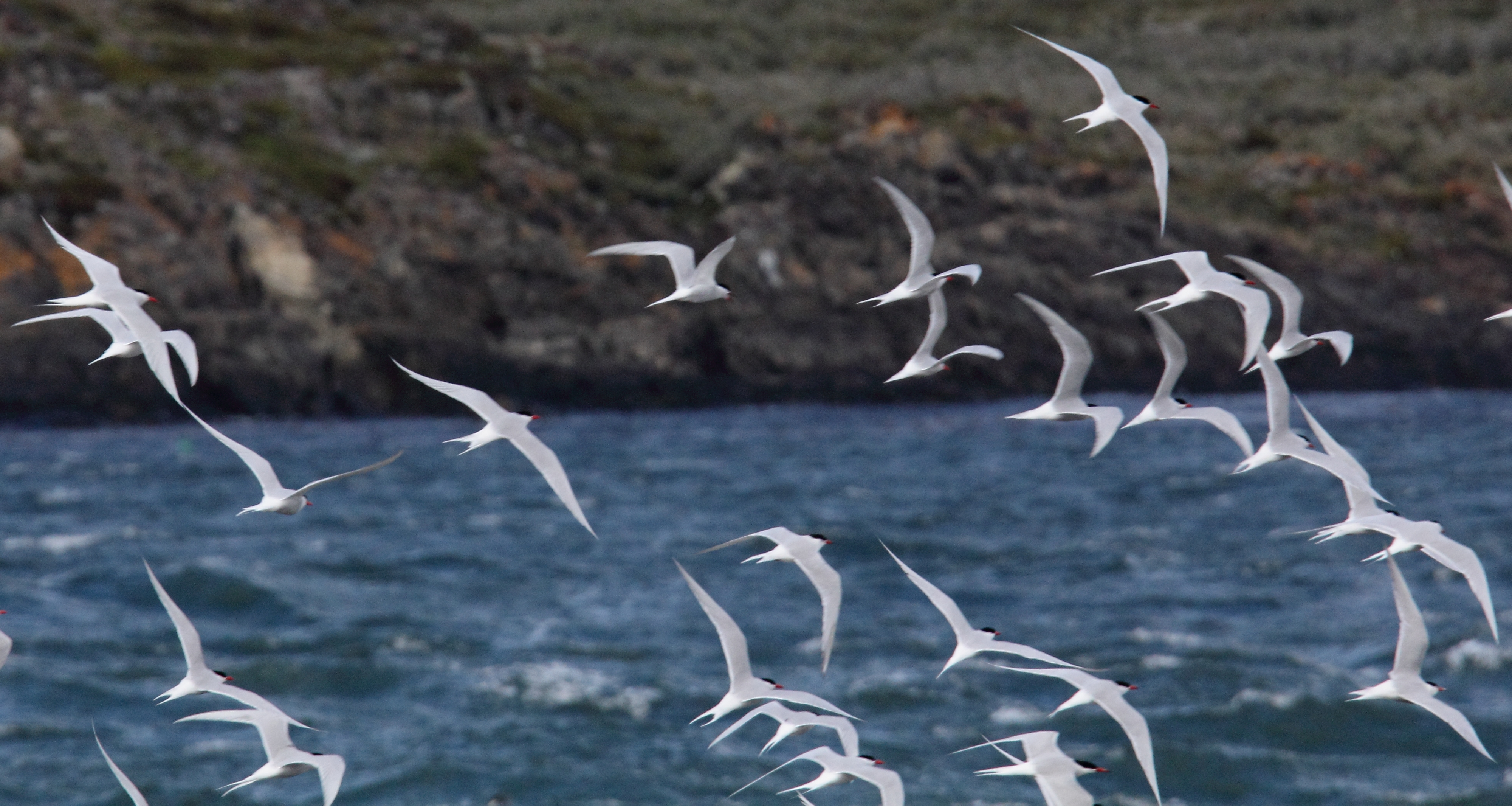

## Utbredning och systematik
Sydamerikansk tärna häckar längs kuster och på öar i södra Sydamerika och Falklandsöarna, på Atlantkusten från östcentrala Brasilien söderut genom Argentina till Tierra del Fuego, på Stillahavskusten i södra Peru och Chile. Vintertid flyttar sydliga populationer norrut till Ecuador, Uruguay och södra Brasilien. Den behandlas som monotypisk, det vill säga att den inte delas in i några underarter.

## Levnadssätt
Sydamerikansk tärna är nästan uteslutande kustlevande. Den häckar på klippiga och sandiga stränder, klippavsatser och mindre öar. Den lägger två till tre ägg från april till juni i Brasilien, i början av november i norra Argentina och början av december i södra Argentina. Utanför häckningstid besöker den kustnära vatten, stränder, flodmynningar och hamnar på jakt efter småfisk, kräftdjur och troligen också insekter.

## Status och hot
Arten har ett stort utbredningsområde, men tros minska i antal, dock inte tillräckligt kraftigt för att den ska betraktas som hotad. IUCN kategoriserar därför arten som livskraftig (LC). Ökad turism kan ligga bakom att arten minskar i Chile där endast två häckningskolonier återstår, liksom i Argentina. I södra Brasilien är äggsamling ett problem, och detta kan även ha påverkat den chilenska populationen. I Falklandsöarna utgör fiskeindustrin ett potentiellt hot.